# Helen Almira Shafer
Helen Almira Shafer (Newark, Nova Jersey, el 23 de setembre de 1839 - Wellesley, Massachusetts, el 20 de gener de 1894) va ser una educadora nord-americana i presidenta del Wellesley College.
Després de graduar-se a l'Oberlin College el 1863, va ser professora de matemàtiques a la Central High School de St. Louis, Missouri, des del 1865 fins al 1875. El 1877 es va convertir en professora de matemàtiques al Wellesley College. Va ser nomenada presidenta el gener de 1888.